# Joachim Gersdorff
 Der er flere personer med dette navn, se Joachim von Gersdorff (1677-1745).
Joachim (von) Gersdorff (født 12. november 1611, død 19. april 1661) var en dansk politiker. Han var rigshofmester (statsminister) og landets sidste rigsmarsk. Han ledede forhandlingerne, der førte til Roskildefreden med Sverige.

## Opvækst
Joachim Gersdorff blev født på godset Søbygaard ved Hammel. Hans far var den tyskfødte Christoffer von Gersdorff, som ejede mange godser som Palstrup, Isgård, Søbygaard, Vosnæsgård og Udstrup. Der vides ikke meget om Joachim Gersdorffs ungdom; fra 1624 til 1629 studerede han på Herlufsholm, og i 1640 vendte han hjem fra et vidensophold i Nordtyskland.

## Politiker
I 1635 døde hans far, og han blev ophøjet i den danske adel. Søbygaard blev hans hovedsæde.
Joachim giftede sig med den unge Øllegaard Henriksdatter Huitfeldt i 1643. Hun bragte ham mange godser i Skåne.
I 1646 blev han kammerjunker, og året efter blev han overceremonimester. 1648-49 var han kgl. rådgiver for den nykronede konge Frederik 3. Julen 1649 blev Gersdorff optaget i det danske rigsråd, der bestod af Danmarks mægtigste mænd.
Gersdorff nød altid kongens gunst og stod længe på god fod med størstedelen af landets adel. I 1651 blev han forfremmet til rigshofmester, og han fik Bornholm som len.
Joachims ægteskab med Øllegaard Huitfeld var ulykkeligt: Øllegaard forelskede sig i den unge don juan Kai Lykke til Gisselfeld og fik skilsmisse i 1654. Skilsmissen ødelagde Joachim Gersdorffs ære, og han blev adskillige gange nægtet logi på adelens godser og slotte. I 1655 stod Joachim for sagen mod Corfitz Ulfeldt, som var anklaget for underslæb og landsforræderi. Da Corfitz Ulfeldt tabte sagen, genvandt Joachim sin ære.
I 1657-60 var Danmark i krig med Sverige. I 1658 førte Gersdorff fredsforhandlingerne med svenskerne. Efter Roskildefreden i 1658, hvor Danmark måtte afstå Skåne, Halland, Blekinge og Bornholm samt meget andet, skulle han have sagt til svenskekongen: "...gid jeg ikke kunne skrive, thi jeg aldrig kunne skyld få for landssvigt og æresdrab for de mange tusinde sjæle, der nu efterlades i svenskens blodige hænder".[kilde mangler]
Da enevælden blev indført i 1660 forblev Joachim Gersdorff i landets magtcentrum. Ikke som rigshofmester, men som rigsmarsk, Danmarks sidste. I 1661 blev han alvorligt syg og døde. Rygtet lød, at døden skyldtes gift. Øllegaard Huitfeldt og hans tjener Godtfred blev holdt skyldige. Hun blev dømt, halshugget og lagt på hjul og stejle to uger efter sin mands død. Godtfred blev dømt som landsforræder og landsforvist.

## Børn
- Magdalene Sybille Joachimsdatter von Gersdorff (1640-1698), grevinde, gift med admiral og greve Jørgen Bielke.
- Christian Joachim Gersdorff (1644-1725), lensgreve, kammerråd, renteminister. Blev rigt gift og fik arvinger.
- Christiane Jacobine Margrethe Gersdorff (1650-1719), grevinde, amtmandinde. Hendes slægt uddøde i 1820'erne.[kilde mangler]
- Frederik Gersdorff (ca. 1650-1691), overceremonimester, diplomat